# Arachis
Arachis is een geslacht uit de vlinderbloemenfamilie (Leguminosae). Het telt ongeveer tachtig soorten die voorkomen in Zuid-Amerika. De landen Paraguay en Uruguay vormen de zuidgrens van het verspreidingsgebied van de soorten. Een bekende soort uit dit geslacht is de pindaplant.

## Soorten

### Sectie Arachis
- Arachis batizocoi Krapov. & W.C. Greg.
- Arachis benensis Krapov. et al.
- Arachis cardenasii Krapov. & W.C. Greg.
- Arachis correntina (Burkart) Krapov. & W.C. Greg.
- Arachis cruziana Krapov. et al.
- Arachis decora Krapov. et al.
- Arachis diogoi Hoehne
- Arachis duranensis Krapov. & W.C. Greg.
- Arachis glandulifera Stalker
- Arachis gregoryi C. E. Simpson et al.
- Arachis helodes Mart. ex Krapov. & Rigoni
- Arachis herzogii Krapov. et al.
- Arachis hoehnei Krapov. & W.C. Greg.
- Arachis hypogaea L. - Pinda
- Arachis ipaensis Krapov. & W.C. Greg.
- Arachis kempff-mercadoi Krapov. et al.
- Arachis krapovickasii C. E. Simpson et al.
- Arachis kuhlmannii Krapov. & W.C. Greg.
- Arachis linearifolia Valls et al.
- Arachis magna Krapov. et al.
- Arachis microsperma Krapov. et al.
- Arachis monticola Krapov. & Rigoni
- Arachis palustris Krapov. et al.
- Arachis praecox Krapov. et al.
- Arachis schininii Krapov. et al.
- Arachis simpsonii Krapov. & W.C. Greg.
- Arachis stenosperma Krapov. & W.C. Greg.
- Arachis trinitensis Krapov. & W.C. Greg.
- Arachis valida Krapov. & W.C. Greg.
- Arachis villosa Benth.
- Arachis williamsii Krapov. & W.C. Greg.

### Sectie Caulorrhizae
- Arachis pintoi Krapov. & W.C. Greg.
- Arachis repens Handro

### Sectie Erectoides
- Arachis archeri Krapov. & W.C. Greg.
- Arachis benthamii Handro
- Arachis brevipetiolata Krapov. & W.C. Greg.
- Arachis cryptopotamica Krapov. & W.C. Greg.
- Arachis douradiana Krapov. & W.C. Greg.
- Arachis gracilis Krapov. & W.C. Greg.
- Arachis hatschbachii Krapov. & W.C. Greg.
- Arachis hermannii Krapov. & W.C. Greg.
- Arachis major Krapov. & W.C. Greg.
- Arachis martii Handro
- Arachis oteroi Krapov. & W.C. Greg.
- Arachis paraguariensis Chodat & Hassl.
- Arachis porphyrocalyx Valls & C. E. Simpson
- Arachis stenophylla Krapov. & W.C. Greg.

### Sectie Extranervosae
- Arachis burchellii Krapov. & W.C. Greg.
- Arachis lutescens Krapov. & Rigoni
- Arachis macedoi Krapov. & W.C. Greg.
- Arachis marginata Gardner
- Arachis pietrarellii Krapov. & W.C. Greg.
- Arachis prostrata Benth.—Grassnut
- Arachis retusa Krapov. et al.
- Arachis setinervosa Krapov. & W.C. Greg.
- Arachis submarginata Valls et al.
- Arachis villosulicarpa Hoehne

### Sectie Heteranthae
- Arachis dardani Krapov. & W.C. Greg.
- Arachis giacomettii Krapov. et al.
- Arachis interrupta Valls & C. E. Simpson
- Arachis pusilla Benth.
- Arachis seridoensis Valls et al.
- Arachis sylvestris (A. Chev.) A. Chev.

### Sectie Procumbentes
- Arachis appressipila Krapov. & W. C. Greg.
- Arachis chiquitana Krapov. et al.
- Arachis kretschmeri Krapov. & W.C. Greg.
- Arachis hassleri Krapov. et al.
- Arachis lignosa (Chodat & Hassl.) Krapov. & W.C. Greg.
- Arachis matiensis Krapov. et al.
- Arachis pflugeae C. E. Simpson et al.
- Arachis rigonii Krapov. & W.C. Greg.
- Arachis subcoriacea Krapov. & W.C. Greg.
- Arachis vallsii Krapov. & W.C. Greg.

### Sectie Rhizomatosae
- Arachis nitida Valls et al.

#### Serie Prorhizomatosae
- Arachis burkartii Handro

#### Serie Rhizomatosae
- Arachis glabrata Benth.
- Arachis pseudovillosa (Chodat & Hassl.) Krapov. & W.C. Greg.

### Sectie Trierectoides
- Arachis guaranitica Chodat & Hassl.
- Arachis tuberosa Benth.

### Sectie Triseminatae
- Arachis triseminata Krapov. & W.C. Greg.

... · 
Abrus · 
Acacia · 
Acosmium · 
Adenanthera · 
Adenocarpus · 
Adenodolichos · 
Adenopodia · 
Adesmis · 
Aenictophyton · 
Aeschynomene · 
Afzelia · 
Aganope · 
Albizia · 
Alhagi · 
Alysicarpus · 
Amblygonocarpus · 
Amherstia · 
Andira · 
Angylocalyx · 
Aotus · 
Anthyllis · 
Arachis · 
Archidendropsis · 
Aspalathus · 
Astragalus (hokjespeul) · 
Austrosteenisia · 
Baphia · 
Bauhinia · 
Brachystegia · 
Bolusafra · 
Butea · 
Caesalpinia · 
Cajanus · 
Calicotome · 
Carmichaelia · 
Carrissoa · 
Cassia · 
Castanospermum · 
Ceratonia · 
Chamaecytisus · 
Cicer · 
Clianthus · 
Clitoria · 
Cordyla · 
Coronilla · 
Crotalaria · 
Cyamopsis · 
Cyclopia (honingbos) · 
Cytisus · 
Dalbergia · 
Daviesia · 
Delonix · 
Derris · 
Dialium · 
Dicraeopetalum · 
Dichrostachys · 
Dipteryx · 
Enterolobium · 
Eperua · 
Erythrina (koraalboom) · 
Erythrophleum · 
Faidherbia · 
Genista (heidebrem) · 
Glycine · 
Glycyrrhiza · 
Hardenbergia · 
Hovea · 
Indigofera · 
Inga · 
Lathyrus · 
Lens · 
Lonchocarpus · 
Lotus (rolklaver) · 
Lupinus (lupine) · 
Macrotyloma · 
Medicago (rupsklaver) · 
Melilotus (honingklaver) · 
Mimosa · 
Mora · 
Myroxylon · 
Newtonia · 
Onobrychis · 
Ononis (stalkruid) · 
Ormosia · 
Ougeinia · 
Pachyrhizus · 
Parkia · 
Parkinsonia · 
Parochetus · 
Pericopsis · 
Phaseolus · 
Physostigma · 
Pisum (erwt) · 
Prosopis · 
Psophocarpus · 
Psoralea · 
Pterocarpus · 
Pueraria · 
Racosperma · 
Robinia · 
Rothia · 
Securigera · 
Senegalia · 
Senna · 
Serianthes · 
Sesbania · 
Sophora · 
Spartium · 
Sphenostylis · 
Streblorrhiza · 
Strongylodon · 
Stylosanthes · 
Styphnolobium · 
Swainsona · 
Tamarindus · 
Tephrosia · 
Teramnus · 
Tetragonolobus · 
Tetrapleura · 
Trifolium (klaver) · 
Trigonella (hoornklaver) · 
Ulex · 
Uraria · 
Vachellia · 
Vicia (wikke) · 
Vigna · 
Viminaria · 
Virgilia · 
Wisteria (blauweregen) · 
Zornia · 
Zygocarpum · 
...